# Heino Meyer-Bahlburg
Heino F. L. Meyer-Bahlburg (né en 1940) est un psychologue allemand, professeur émérite de psychologie au département de psychiatrie de l'université Columbia. Il est l'auteur de recherches sur l'orientation sexuelle et biologique, l'identité de genre, l'intersexuation, et le VIH.

## Éducation et de carrière
Meyer-Bahlburg est diplômé de l'université de Hambourg (1966). Il obtient un doctorat en psychologie de l'université Heinrich Heine de Düsseldorf en 1970. Il est nommé à l'université d'État de New York à Buffalo et à l'hôpital pour enfants de Buffalo en 1970, puis 1977, il travaille au New York State Psychiatric Institute et à l'université Columbia, où il est nommé professeur de psychologie clinique en 1990. En 1978, il travaille à l'hôpital presbytérien de New York En 1987, il est affilié au HIV Center for Clinical and Behavioral Studies de l'hôpital psychiatrique de New York et de l'université Columbia.

## Activités de recherches
Meyer-Bahlburg pense que l'homosexualité peut être une question de chimie du cerveau. Il a observé que les femmes ayant pris l'œstrogène synthétique diéthylstilbestrol pendant la grossesse étaient plus susceptibles d'avoir des filles bisexuelles ou à orientation homosexuelle. Ses intérêts de recherche incluent l'effet des facteurs biologiques, les traitements médicaux, le sexe d'assignation, et les conditions d'éducation dans le développement des comportements liés au genre, le tempérament, l'orientation sexuelle et l'identité de genre dans les diverses formes de l'intersexuation. Il a publié sur l'effet de l'ambiguïté génitale et de la chirurgie génitale sur le fonctionnement sexuel de l'hyperplasie congénitale des surrénales (46,XX). Meyer-Bahlburg a publié avec John Money et d'autres sur le sujet de la psychoneuroendocrinologie et de ses effets sur l'orientation sexuelle et l'identité de genre. En collaboration avec Maria New, Meyer-Bahlburg a publié une étude sur le long terme, concernant les effets psychologiques de l'utilisation de la dexaméthasone prénatale pour traiter l'hyperplasie congénitale des surrénales[Quoi ?].
Meyer-Bahlburg a participé au groupe de travail du trouble de l'identité de genre  (Association américaine de psychiatrie) du DSM-III, et au sous-comité sur les troubles de l'identité de genre du DSM-IV. Il traite de trouble de l'identité de genre chez les enfants, en prenant environ une dizaine de cas par an dans les années 1990. Il a écrit que l'identité de genre dépend en grande partie d'influences environnementales post-natales, tandis que le comportement dimorphique sexuel et les différences de tempérament entre les sexes semble être modifiées par les hormones sexuelles prénatales.
Ses intérêts de recherche dans le domaine du VIH comprennent l'évaluation psychosexuelle, le développement et les déterminants des comportements sexuels à risque, et les effets du VIH sur le fonctionnement sexuel.[réf. souhaitée]
Meyer-Bahlburg a été président de l'Académie internationale de recherche en sexualité, de 1990 à 1991, et en 2002 il est nommé au comité de l'intersexualité pour la World Professional Association for Transgender Health.

## Articles
- Will prenatal hormone treatment prevent homosexuality? Journal of Child and Adolescent Psychopharmacology. v.1 n. 4, 279-283.
- Psychoendocrine research on sexual orientation. Current status and future options.  Prog Brain Res. 1984;61:375-98, 1990–1991.
- (coll.) Sexual orientation after prenatal exposure to exogenous estrogen. Archives of Sexual Behavior  Volume 14, Number 1 / February, 1985.
- avec Sandberg DE, & Yager TJ, The Child Behavior Checklist Nonclinical Standardization Samples: Should They Be Utilized as Norms? Journal of the American Academy of Child & Adolescent Psychiatry. 30(1):124-134, January 1991.
- (coll.), Sexual activity and risk of HIV infection among patients with schizophrenia. Am J Psychiatry. 1994 Feb;151(2):228-32.
- (coll.), Effects of early prenatal dexamethasone on the cognitive and behavioral development of young children: Results of a pilot study. Psychoneuroendocrinology Volume 20, Issue 4, 1995, Pages 439-449.
- (coll.), Sexual behavior of homeless mentally ill men at risk for HIV. Am J Psychiatry. 1995 Apr;152(4):583-7.
- Collectif, Prenatal estrogens and the development of homosexual orientation. Developmental Psychology vol. 31, no 1 (140 p.)  (1 p. 1/2), p. 12–21, 1995.
- (coll.) (1996). The psychosexual development of urban lesbian, gay, and bisexual youths. Journal of Sex Research. Vol. 33(2) 113-126.
- (coll.), Complete Androgen Insensitivity Syndrome: Long-Term Medical, Surgical, and Psychosexual Outcome1  (2000). The Journal of Clinical Endocrinology & Metabolism Vol. 85, No. 8 2664-2669, 2000.
- Gender and sexuality in classic congenital adrenal hyperplasia. Endocrinol Metab Clin North Am. 2001 Mar;30(1):155-71, 2001.
- avec O'Sullivan LF & Watkins BX, Mother-Daughter Communication about Sex among Urban African American and Latino Families.  Journal of Adolescent Research, Vol. 16, No. 3, 269-292, 2001.
- (coll.) Ambiguous Genitalia With Perineoscrotal Hypospadias in 46,XY Individuals: Long-Term Medical, Surgical, and Psychosexual Outcome. Pediatrics Vol. 110 No. 3 September 2002, pp. e31.